# 久米女王
久米女王（くめじょおう/くめのおおきみ、生没年不詳）は、奈良時代の日本の皇族。位階は従五位下。

## 経歴
系譜は未詳。『万葉集』によると、聖武朝の天平10年8月20日（738年10月7日）橘奈良麻呂の宴に列席し、奈良麻呂が紅葉について詠んだ歌に応えて、
を詠んでいる。この当時、橘奈良麻呂は17、8歳であり、同世代の皇女であったことが想像される。
この和歌に続けて長忌寸の娘の一首が見え、会する10名のうち、ただ2人の女性であることから、長忌寸娘は女王の侍女であったことが推定される。
天平17年（745年）正月、无位から従五位下を授けられている。

## 官歴
『続日本紀』による。
- 天平17年（745年） 正月7日：従五位下